# Municipalité d'Ashfield
Pour les articles homonymes, voir Ashfield.

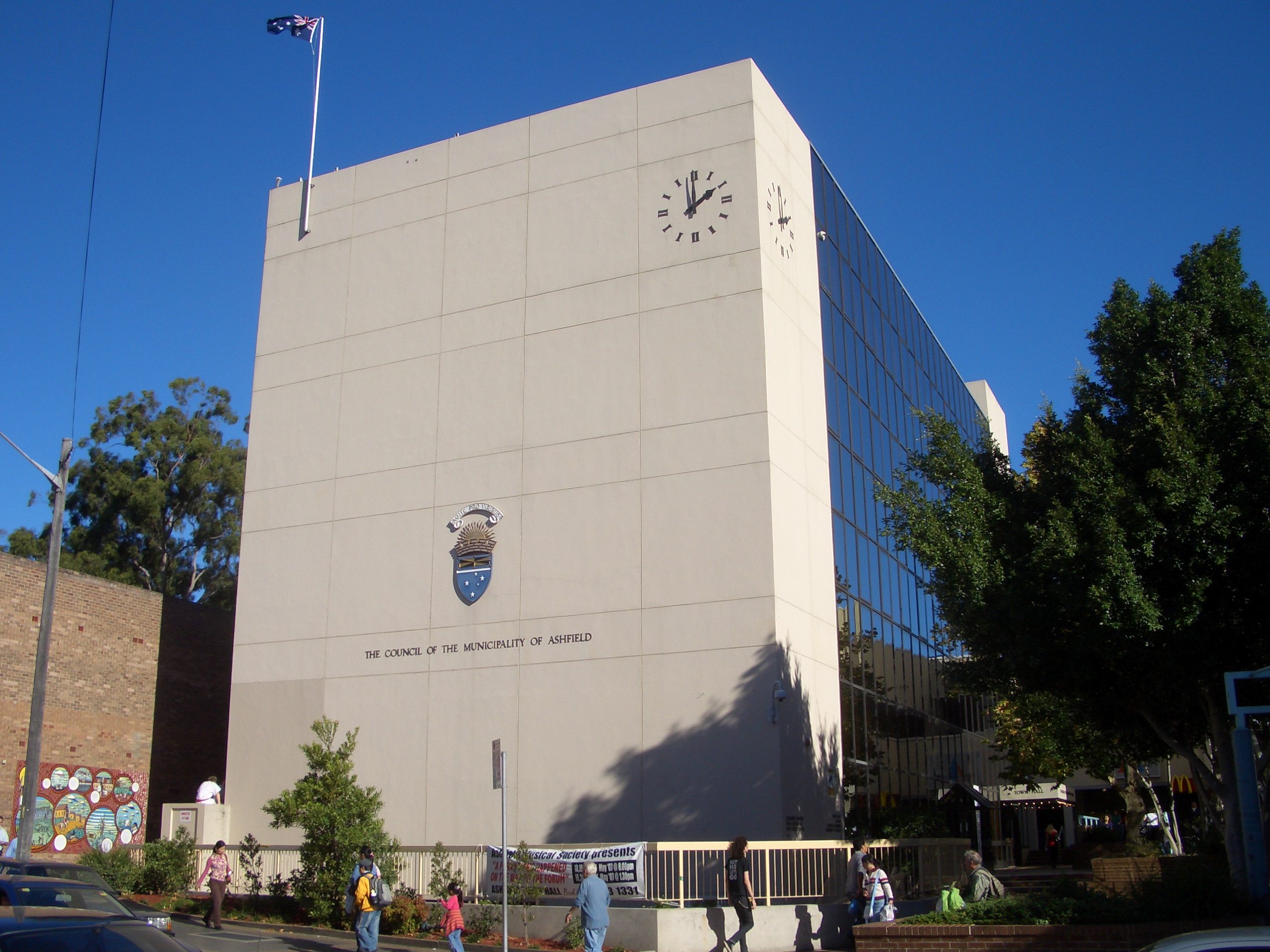
Le siège du conseil

La municipalité d'Ashfield (en anglais : Municipality of Ashfield) est une ancienne zone d'administration locale située dans l'agglomération de Sydney, en Nouvelle-Galles du Sud (Australie). Elle a existé de 1871 à 2016.

## Géographie
Elle s'étendait sur 8 km2 et se situait à environ 10 km à l'ouest du centre de Sydney.

### Quartiers
La municipalité comprenait différentes villes-banlieues :
- Ashbury
- Ashfield
- Croydon
- Croydon Park
- Haberfield
- Hurlstone Park
- Summer Hill

## Histoire
Le borough d'Ashfield est créé le 28 décembre 1871 par le gouvernement de Nouvelle-Galles du Sud et prend le statut de municipalité en 1906.
En 2015, dans le cadre du regroupement des zones administratives, différents projets de fusion sont proposés. Le 12 mai 2016, le ministre des collectivités locales de Nouvelle-Galles du Sud décide de la fusion des municipalités d'Aschfield et de Leichhardt avec le conseil de Marrickville pour former la nouvelle zone du conseil d'Inner West.